# Innocent Eyes (cântec)
Innocent Eyes este un cântec al artistei Delta Goodrem. Single-ul a atins poziția cu numărul 1 în clasamentul din Australia, devenind al treilea #1 consecutiv în acestă țară. Melodia a fost compusă de John Fields și inclusă pe alubmul de debut al artistei, Innocent Eyes. Single-ul a atins poziția cu numărul 9 în Regatul Unit, devenind al treilea single de top 10 al cântăreței în această țată.

## Clasamente
| Clasament                 | Poziția Maximă |
| ------------------------- | -------------- |
| Australian Singles Chart  | 1              |
| Ireland Singles Chart     | 25             |
| New Zealand Singles Chart | 14             |
| UK Singles Chart          | 9              |

## Formate disponibile
CD single 1 - Australia
1. „Innocent Eyes” — 3:52
2. „Hear Me Calling” — 3:47
3. „Lost for Words” — 4:15

CD single 2 - Australia
1. „Innocent Eyes” — 3:52
2. „Lost Without You” (Smash 'n' Grab extended mix) — 7:20
3. „Lost Without You” (The Luge mix) — 4:04

CD single 1 - Regatul Unit
1. „Innocent Eyes” (album version) — 3:53
2. „Lost Without You” (Soulchild remix) — 3:55
3. „Lost for Words” — 4:15
4. „Innocent Eyes” (music video) — 3:53

CD single 2 - Regatul Unit
1. „Innocent Eyes” (album version) — 3:53
2. „Innocent Eyes” (The Luge Mix) — 5:09
3. Behind the Scenes of „Lost Without You” (video)